# Lamento por una ciudad
Un lamento por una ciudad es una elegía poética por una ciudad perdida o caída. Este género literario, desde alrededor del año 2000 a. C. en adelante, fue particularmente frecuente en la región mesopotámica del Antiguo Cercano Oriente. El Libro de las Lamentaciones de la Biblia sobre Jerusalén alrededor del año 586 a. C. contiene algunos elementos de un lamento urbano.

## Características
Se describen vívidamente la destrucción de la ciudad, el asesinato en masa de sus habitantes y la pérdida de su templo central. Se presta especial atención a la esfera divina, donde los dioses ordenan la destrucción de la ciudad, los dioses patronos de la ciudad imploran contra esto, pero en vano. Los dioses patronos son exiliados a vivir como deportados en ciudades extranjeras, lamentando su santuario devastado. Posteriormente, regresan del exilio y renuevan su existencia anterior.

## Mesopotamia
El Lamento por Ur, o Lamentación sobre la ciudad de Ur, es un lamento sumerio compuesto en la época de la caída de Ur ante los elamitas y el final de la tercera dinastía de la ciudad alrededor del año 2000 a. C.
El Lamento por Sumer y Ur se refiere a los acontecimientos del año 2004 a. C., durante el último año del reinado del rey Ibbi-Sin, cuando Ur cayó ante un ejército procedente del este. Los sumerios decidieron que un evento tan catastrófico sólo podía explicarse mediante la intervención divina y escribieron en el lamento que los dioses "An, Enlil, Enki y Ninmah decidieron el destino [de Ur]".
El lamento por Eridu. A diferencia de Ur o Akkad, no tenemos una buena idea de cómo cayó realmente Eridu, ni cuándo, salvo en el período dinástico temprano. La lista de reyes sumerios simplemente dice: “Entonces cayó Eridug y la realeza fue llevada a Bad-tibira”.   Este lamento también describe cómo la pérdida del favor de los dioses condujo a su caída.
También hubo un Lamento por Uruk y un Lamento por Nippur. 

## Biblia hebrea
En la tradición judía, este género también aparece más de un milenio después en la Biblia hebrea, particularmente en referencia a la destrucción de Jerusalén por Nabucodonosor II de Babilonia en el siglo VI a. C. Las similitudes, sin embargo, son más de motivo que de forma; en otros aspectos, el género hebreo es bastante diferente de sus predecesores sumerios.

### Lamentaciones
El Libro de las Lamentaciones comparte algunos motivos con lamentos mesopotámicos anteriores. Mientras que los lamentos mesopotámicos están escritos por la diosa tutelar de la ciudad, las Lamentaciones, con su trasfondo monoteísta, son en cambio tiernamente interpretadas como "Hija Jerusalén" e "Hija Sión".
Al igual que sus predecesores mesopotámicos, personifica la ciudad, se lamenta por su destrucción a manos de Dios y reza para que la calamidad alcance a sus destructores. A diferencia de ellos, Dios no llora por el santuario destruido, ni describe una reconstrucción, ni alaba tal perspectiva.

### Otras ocurrencias
Gran parte del rollo de Isaías postexílico trata de la ciudad destruida y restaurada de Jerusalén.
También se pueden encontrar lamentos en el Libro de Jeremías, el Libro de Ezequiel y el Salmo 137.